# J·杜威·達恩
J·杜威·達恩（英語：J. Dewey Daane，1918年7月6日—2017年1月3日），是一名美国经济学家、范德堡大学教授。
他毕业于哈佛大学，并在学校获得公共事务硕士及博士学位。1963年至1974年，他曾担任联邦储备系统委员会委员。2017年1月3日去世，享年98岁。